# مردوك (فرقة)
مردوك (بالسويدية: Marduk) هي فرقة غناء بلاك ميتال روك سويدية تأسست في سنة 1990، اسمها مأخوذ من الإله البابلي مردوخ. تتكون من أربعة أعضاء وهم مورغان هاكانسون و دانييل روستن و سيمون شيلينغ و جويل ليندهولم. طرحت الفرقة أول ألبوم لها 1992 وطرحوا 18 ألبوم حتى الآن.